# Lamprotornis acuticaudus
Lamprotornis acuticaudus е вид птица от семейство Скорецови (Sturnidae).

## Разпространение
Видът е разпространен в Ангола, Ботсвана, Замбия, Демократична република Конго, Намибия и Танзания.